# Kloster Sept-Fons
Das Kloster Sept-Fons (franz. Abbaye Notre-Dame de Saint-Lieu Sept-Fons; lat. Abbatia B.M.V. de Sancto Loco ad Septem Fontes) ist eine Trappisten-Abtei (= Zisterzienser der strengeren Observanz) in der Gemeinde Diou im Département Allier der Region Auvergne-Rhône-Alpes (Frankreich). Sie liegt rund 34 km östlich von Moulins in Richtung Paray-le-Monial am Canal latéral à la Loire.

## Geschichte

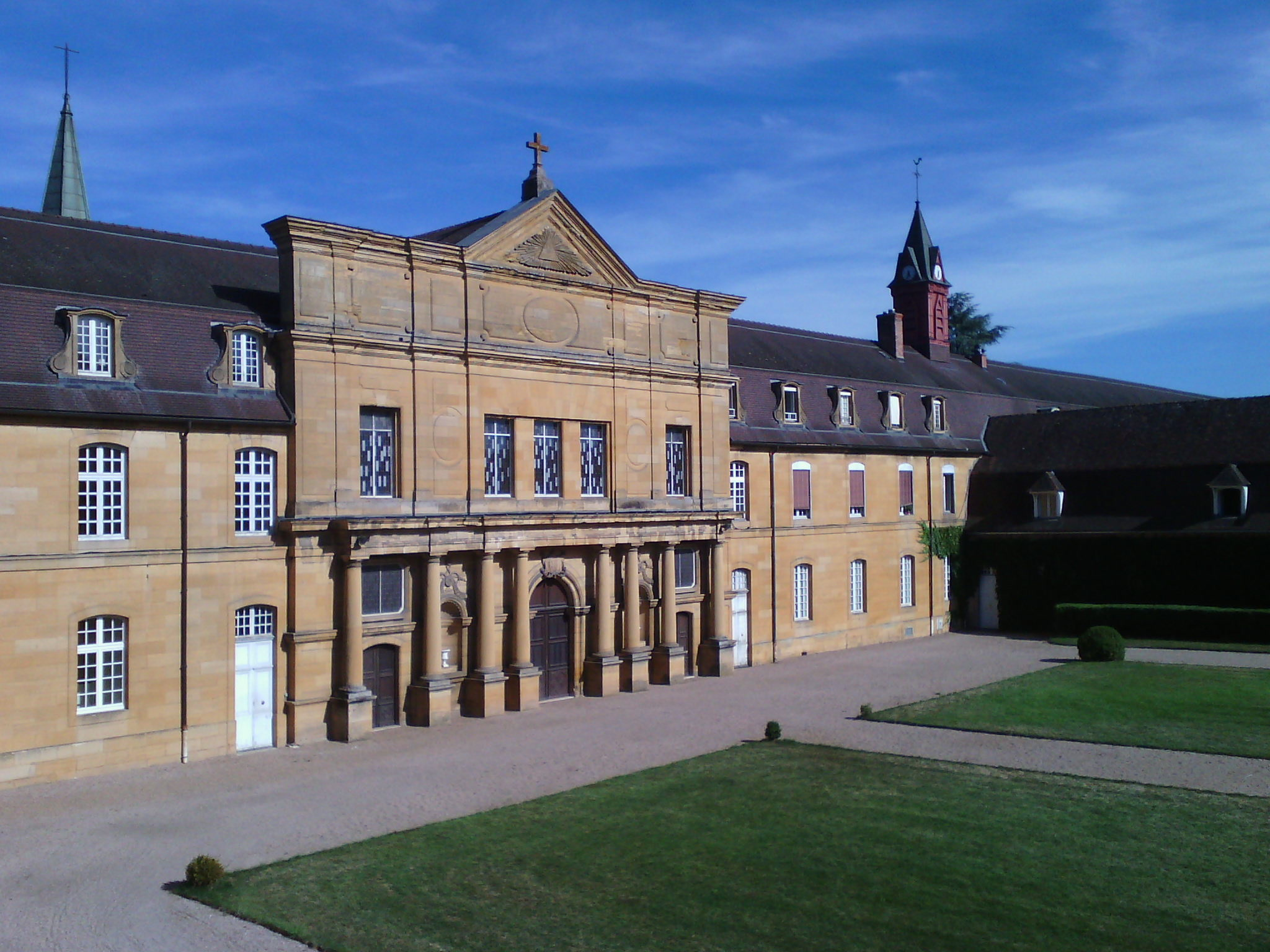
Kloster Sept-Fons

Das Kloster, das seinen Namen von sieben Quellen erhielt, die ihm Wasser zuführten, wurde 1132 von Richard und Guillaume de Montbard aus der Familie Bourbon-Lancy gestiftet und als Tochterkloster der Abtei Fontenay unterstellt. Damit gehörte es der Filiation der Primarabtei Clairvaux an. 1158 stellte Papst Hadrian IV. das Kloster unter seinen Schutz. Das Kloster blieb lange Zeit klein und zählte nicht mehr als 15 Mönche. 1663 schloss sich das Kloster unter dem Abt Eustache de Beaufort der Reformbewegung der Strengen Observanz an. Das Kloster wurde daraufhin ausgebaut. 1791 fand es in der Französischen Revolution sein Ende und fiel in Ruinen. Zwei dabei ums Leben gekommene Mönche wurden unter dem Pontifikat von Papst Johannes Paul II. heiliggesprochen. Die Reform von Sept-Fons überlebte die Revolution, indem der ehemalige Mönch Dom Eugène Huvelin 1817 im Kloster Bellevaux in der Franche-Comté einen neuen Konvent strenger Observanz begründete, der bis heute im Kloster Tamié weiterbesteht.
1845 wurde das Kloster von Trappisten aus Kloster Darfeld wiederbesiedelt, die zuvor im Kloster Le Gard gelebt hatten. Die Klostergemeinde gründete die Tochterniederlassungen Notre-Dame de la Consolation bei Peking in China und Notre-Dame de Maristella im Staat Sao Paulo in Brasilien sowie das Tochterhaus Nový Dvůr bei Toužim in der Tschechischen Republik. Die Abtei Sept-Fons war für ihr Trappistenbier bekannt.

## Bauten
Von den ersten Gebäuden hat sich fast nichts erhalten. Die erhaltenen, von Dom Dorothée Jalloutz errichteten Baulichkeiten stammen aus dem 18. Jahrhundert. Das Kloster erstreckt sich beidseits von einem Dachreiter überragten Klosterkirche mit klassizistischer Fassade. Die Klostermauer aus dem 18. Jahrhundert ist 3,3 km lang und weist vier Türme auf.

## Äbte vor 1791 (Auswahl)
- 1656–1709: Eustache de Beaufort
- 1709–1710: Joseph Madeleine de Forbin d’Oppède[1]
- 1710–1720: Joseph d’Hergenvilliers[2]
- 1720–1740: Zosime de Murel[3]
- 1740–1755: Vincent Sibert[4]
- 1755–1757: Joseph Alphéran[5]
- 1757–1778: Dorothée Jalloutz
- 1778–1791: Bernard Sallmard de Montfort

## Äbte seit 1845
- 1845–1865: Stanislas Lapierre (von 1835 bis 1845 Abt von Kloster Le Gard)
- 1865–1882: Jean de Durat
- 1882–1887: Jérôme Guénat
- 1887–1899: Sébastien Wyart
- 1899–1935: Jean-Baptiste Chautard
- 1935–1949: Marie Godefroy
- 1949–1965: François Régis Jammes
- 1965–1969: Irénée Henriot
- 1969–1979: Dominique du Ligondès
- 1980–2022: Patrick Olive[6]
- seit 2024: Guillaume Jedrzejczak (zuvor seit 2022 Oberer ad nutum Sanctae Sedis)

## Bekannte Bewohner
- Jean-Hervé Nicolas OP (1910–2001), Dogmatik-Professor